# Суперкубок Ісландії з футболу 1973
Суперкубок Ісландії з футболу 1973 — 5-й розіграш турніру. Матчі відбувалися навесні 1973 року між трьома найсильнішими командами Ісландії сезону 1972. Суперкубок Ісландії вдруге поспіль здобув «Кеплавік».
| Володар Суперкубка Ісландії 1973 |
| -------------------------------- |
|                                  |
| Кеплавік Третій титул            |

## Формат
У турнірі взяли участь три найкращі команди Ісландії сезону 1972:
- Чемпіон Ісландії  — «Фрам»
- Віце-чемпіон та володар Кубка Ісландії — «Вестманнаейя»
- Бронзовий призер чемпіонату Ісландії — «Кеплавік»

## Турнірна таблиця
| М  | Команда      | І | В | Н | П | МЗ | МП | РМ | О |
| -- | ------------ | - | - | - | - | -- | -- | -- | - |
| 1. | Кеплавік     | 4 | 4 | 0 | 0 | 8  | 1  | +7 | 8 |
| 2. | Вестманнаейя | 4 | 2 | 0 | 2 | 6  | 5  | +1 | 4 |
| 3. | Фрам         | 4 | 0 | 0 | 4 | 1  | 9  | −8 | 0 |

## Результати
| Команда      | КЕП | ВЕС | ФРА |
| ------------ | --- | --- | --- |
| Кеплавік     |     | 2:0 | 3:0 |
| Вестманнаейя | 1:2 |     | 2:0 |
| Фрам         | 0:1 | 1:3 |     |